# Jean Picard

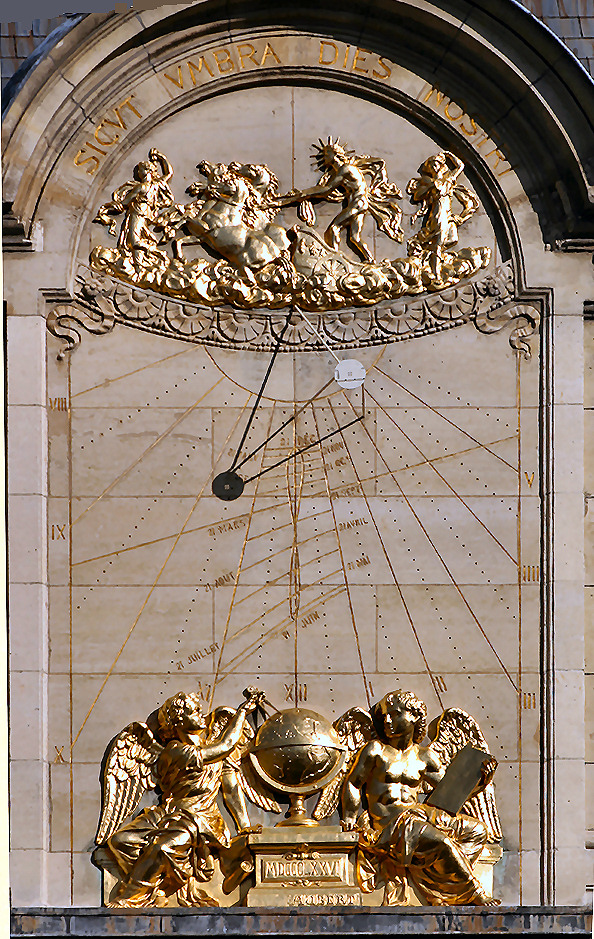
Reloj solar de Jean Picard, en el frontón de la Sorbona

Jean Picard (La Flèche, 21 de julio de 1620-París, 12 de julio de 1682) fue un astrónomo, geodesta y sacerdote francés. Estudió en el colegio jesuita Henry Le Grand. 
Se le considera fundador de la geodesia moderna: fue el primero en medir un arco de un grado del meridiano terrestre mediante triangulación con instrumentos provistos de lentes astronómicas con retícula. Dedujo el radio de la Tierra, supuestamente esférica, con una precisión hasta entonces inigualada (obtuvo 6328,9 km, siendo actualmente de 6357 km, es decir, un error del 0.44%). Sus trabajos también se centraron en la búsqueda de un patrón de longitud universal y en los métodos de nivelación para suministrar agua a las fuentes del palacio de Versalles.
En astronomía, realizó numerosas observaciones y mediciones —en trabajos de campo, para la geografía y el futuro mapa de Francia triangulado, del que sería el iniciador— y en el observatorio, en astronomía pura. Estableció un nuevo método para determinar las coordenadas ecuatoriales de los astros por su paso por el meridiano, publicó efemérides y en 1679 el primer Anuario Astronómico en lengua francesa. Como tal, se considera que Picard está en el origen del desarrollo de la astronomía de precisión.
También le interesaron la gnomónica y la dióptrica.

## Reconocimientos
- En 1736, Jacques Cassini, por orden del rey  Luis XV,  hizo colocar un monumento en el sitio de la mira del Norte;
- en 1740, la Académie des sciences erigió dos pirámides a lo largo de la ruta a París Paris: en Villejuif y en Juvisy-sur-Orge, en memoria de los trabajos de Picard: estos dos monumentos están colocados simbólicamente en los extremos de la base de su triangulación Paris-Amiens utilizada para medir la Tierra;
- El cráter lunar Picard lleva este nombre en su memoria.[1]
- un satélite de observación francés del Sol, Picard,  recibe su nombre en su honor; las mediciones del  diámetro solar de Picard, tomadas durante el mínimo de Maunder, todavía se utilizan para evaluar la influencia de la constante solar en el calentamiento global.

## Obras publicadas
- Mesure de la terre (1671): BnF, Gallica.
- Traité du nivellement  (1684): BnF, Gallica.

En las Mémoires de l'Académie royale des sciences, :
- Tomo VI, :
  - Pratique des grands cadrans, p. 481;
  - Fragments de dioptrique, p. 550.
- Tomo VII-I, :
  - Voyage d'Uranibourg, p. 193;
  - Observations Astronomiques diverses, dans le Royaume, p. 358-429.